# Michela Greco
Michela Greco (Varese, 27 luglio 1983) è un'ex calciatrice italiana, di ruolo centrocampista.

## Carriera

### Club
Michela Greco inizia a giocare con la Cassiopea, squadra di Varese del quartiere dove risiede, dove gioca nelle formazioni miste fino ai 13 anni, età in cui le ragazze non possono più giocare con i maschietti. Nel 1997 si tessera con il Trecate, inserita nelle formazioni giovanili e in rosa anche con quella titolare, giocando la domenica con le prime e il sabato in Serie B. In seguito si tessera per il Milan facendo il suo esordio in Serie A a 16 anni, ma in rossonero rimane una sola stagione.
Si sposta in Svizzera, per una sola stagione, indossando la maglia del Rapid Lugano, per poi accordarsi con il Bardolino.
A vent'anni iniziò la sua avventura nel FiammaMonza con la quale riuscì a conquistare, a fine stagione 2005-2006, il suo primo ed unico scudetto della carriera e, sempre nel 2006, la Supercoppa a spese del Bardolino Verona. Con le monzesi rimase sette stagioni.
Nell'estate 2010 decide di accettare la proposta del Chiasiellis, società di Mortegliano in provincia di Udine. con le friulane rimase solo una stagione collezionando 24 presenze e riuscendo a segnare 3 gol.
La successiva estate si accorda con il neopromosso Milan che dopo due stagioni in Serie A2 era riuscita a ritornare nella massima serie. Con le rossonere rimase solo una stagione, deludente perché segna una nuova retrocessione essendosi conclusa al tredicesimo posto senza aver diritto di giocare i play-out in quanto la distanza dall'ultimo posto utile, il decimo, conquistato dall'anchesso neopromosso Riviera di Romagna è superiore ai 9 punti.
La stagione successiva decide di sottoscrivere un contratto proprio con il Riviera di Romagna, contribuendo a conquistare con le gialloblu cervesi il sesto posto nel campionato 2012-2013. Michela Greco rimase ancora una volta per una sola stagione, congedandosi dalle romagnole con ventidue presenze all'attivo.
Nella stagione 2013-2014 torna in Lombardia, anche per meglio gestire i problemi lavorativi, firmando con la neopromossa Inter, alla sua prima stagione in Serie A, un contratto annuale. Con le nerazzurre rimase una sola difficile stagione, non riuscendo a contribuire alla salvezza anche in funzione della discesa nel campionato cadetto, tornata ad essere la Serie B, di ben sei società; con soli 24 punti si piazza al tredicesimo posto dietro al Chiasiellis.
Nell'estate 2014 decide una nuova avventura con una neopromossa, il Cuneo, al termine di una lunga riflessione sulla possibilità di interrompere la sua carriera sportiva. Con le biancorosse firma un contratto con cui, seppur non garantendo una costante presenza per problemi legati al lavoro, inizialmente dichiara di voler contribuire alla salvezza della società, tuttavia a campionato già iniziato matura la convinzione di concludere la carriera nel calcio giocato.

## Statistiche

### Cronologia presenze e reti in nazionale
| Cronologia completa delle presenze e delle reti in nazionale ― Italia | Cronologia completa delle presenze e delle reti in nazionale ― Italia | Cronologia completa delle presenze e delle reti in nazionale ― Italia | Cronologia completa delle presenze e delle reti in nazionale ― Italia | Cronologia completa delle presenze e delle reti in nazionale ― Italia | Cronologia completa delle presenze e delle reti in nazionale ― Italia | Cronologia completa delle presenze e delle reti in nazionale ― Italia | Cronologia completa delle presenze e delle reti in nazionale ― Italia |
| Data                                                                  | Città                                                                 | In casa                                                               | Risultato                                                             | Ospiti                                                                | Competizione                                                          | Reti                                                                  | Note                                                                  |
| --------------------------------------------------------------------- | --------------------------------------------------------------------- | --------------------------------------------------------------------- | --------------------------------------------------------------------- | --------------------------------------------------------------------- | --------------------------------------------------------------------- | --------------------------------------------------------------------- | --------------------------------------------------------------------- |
| 8-3-2006                                                              | Isernia                                                               | Italia                                                                | 4 – 0                                                                 | Scozia                                                                | Amichevole                                                            | -                                                                     | 46’                                                                   |
| 29-3-2006                                                             | Aversa                                                                | Italia                                                                | 2 – 0                                                                 | Grecia                                                                | Amichevole                                                            | 1                                                                     | 49’                                                                   |
| 5-5-2007                                                              | Trento                                                                | Italia                                                                | 0 – 2                                                                 | Svezia                                                                | Qual. Euro 2009                                                       | -                                                                     | 33’                                                                   |
| 4-7-2007                                                              | Shenyang                                                              | Italia                                                                | 5 – 0                                                                 | Thailandia                                                            | Amichevole                                                            | -                                                                     | 70’                                                                   |
| 7-7-2007                                                              | Qinhuangdao                                                           | Cina                                                                  | 3 – 1                                                                 | Italia                                                                | Amichevole                                                            | -                                                                     | 59’                                                                   |
| 10-7-2007                                                             | Shenyang                                                              | Italia                                                                | 2 – 1                                                                 | Thailandia                                                            | Amichevole                                                            | -                                                                     | 55’                                                                   |
| Totale                                                                |                                                                       | Presenze                                                              | 6                                                                     |                                                                       | Reti                                                                  | 1                                                                     |                                                                       |

## Palmarès

### Club
- Campionato italiano: 1

FiammaMonza: 2005-2006
- Supercoppa italiana: 1

FiammaMonza: 2006